# Dzień Domeny Publicznej

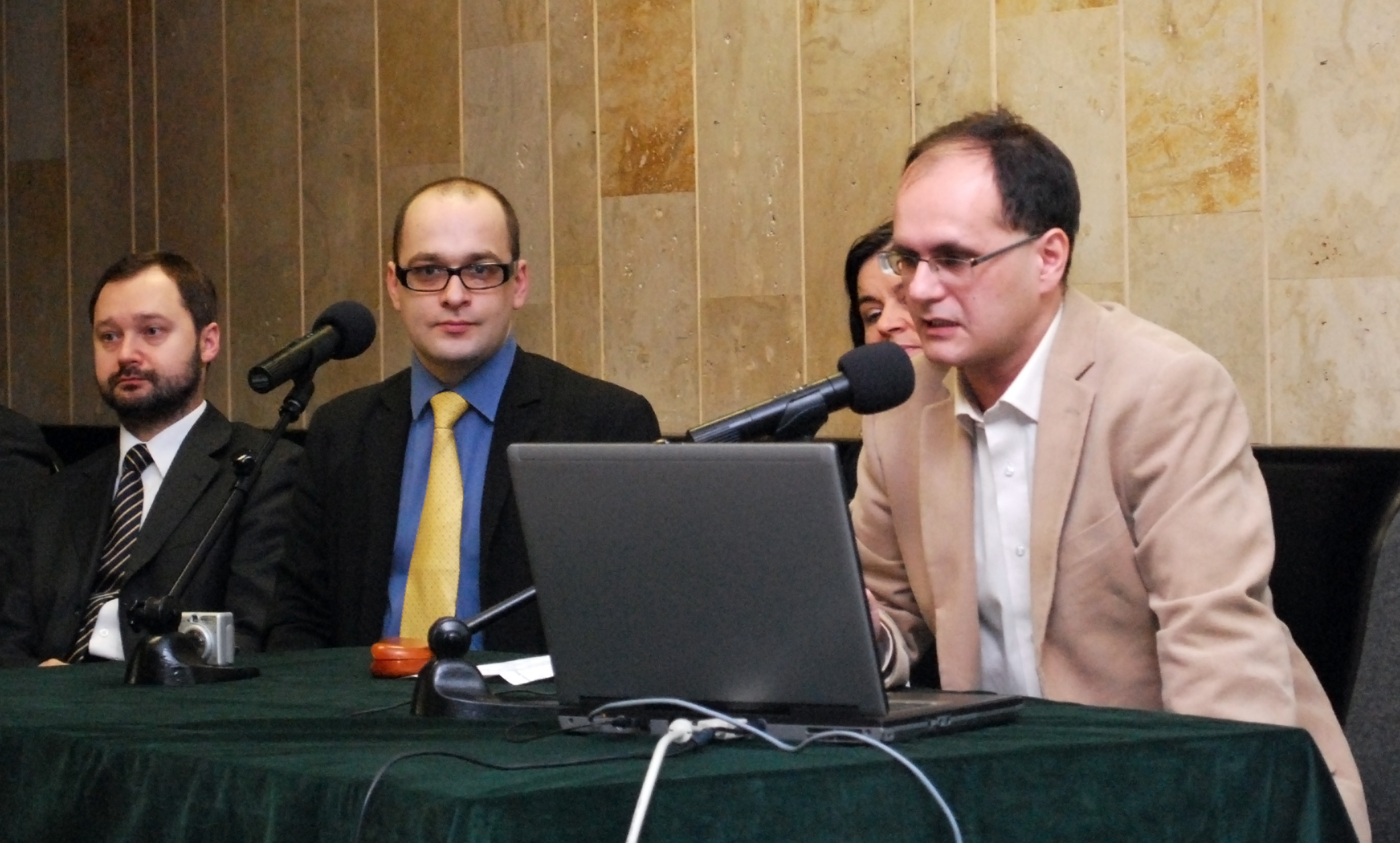
Obchody Dnia Domeny Publicznej w Polsce (30 grudnia 2008)

Dzień Domeny Publicznej – nieoficjalne święto przypadające 1 stycznia i obchodzone w kilku krajach na świecie. Celem tych obchodów jest zwrócenie uwagi opinii publicznej na rolę domeny publicznej w budowaniu kultury i otwieraniu dostępu do wiedzy oraz promowanie wiedzy na temat prawa autorskiego. Ustanowienie Dnia Domeny Publicznej 1 stycznia wynika z faktu, że w wielu krajach prawa autorskie do wszelkiej twórczości gasną z upływem 70 lat od śmierci autora z efektem na koniec roku kalendarzowego.
Obchody Dnia Domeny Publicznej organizowane były w Stanach Zjednoczonych, Szwajcarii, Izraelu, Włoszech i we Francji. 
W Polsce Dzień Domeny Publicznej zorganizowany został po raz pierwszy w 2007 r. przez Fundację Nowoczesna Polska, od roku 2008 jest organizowany na przełomie grudnia i stycznia przez Koalicję Otwartej Edukacji.